# Bâtiment du greffe à Novi Sad
Le bâtiment du greffe à Novi Sad (en serbe cyrillique : Зграда матичарског здања у Новом Саду ; en serbe latin : Zgrada matičarskog zdanja u Novom Sadu) se trouve à Novi Sad, la capitale de la province autonome de Voïvodine, en Serbie. En raison de sa valeur patrimoniale, il est inscrit sur la liste des monuments culturels protégés de la République de Serbie (identifiant n° SK 1522).
Le bâtiment est situé 7 Trg mladenaca.

## Présentation

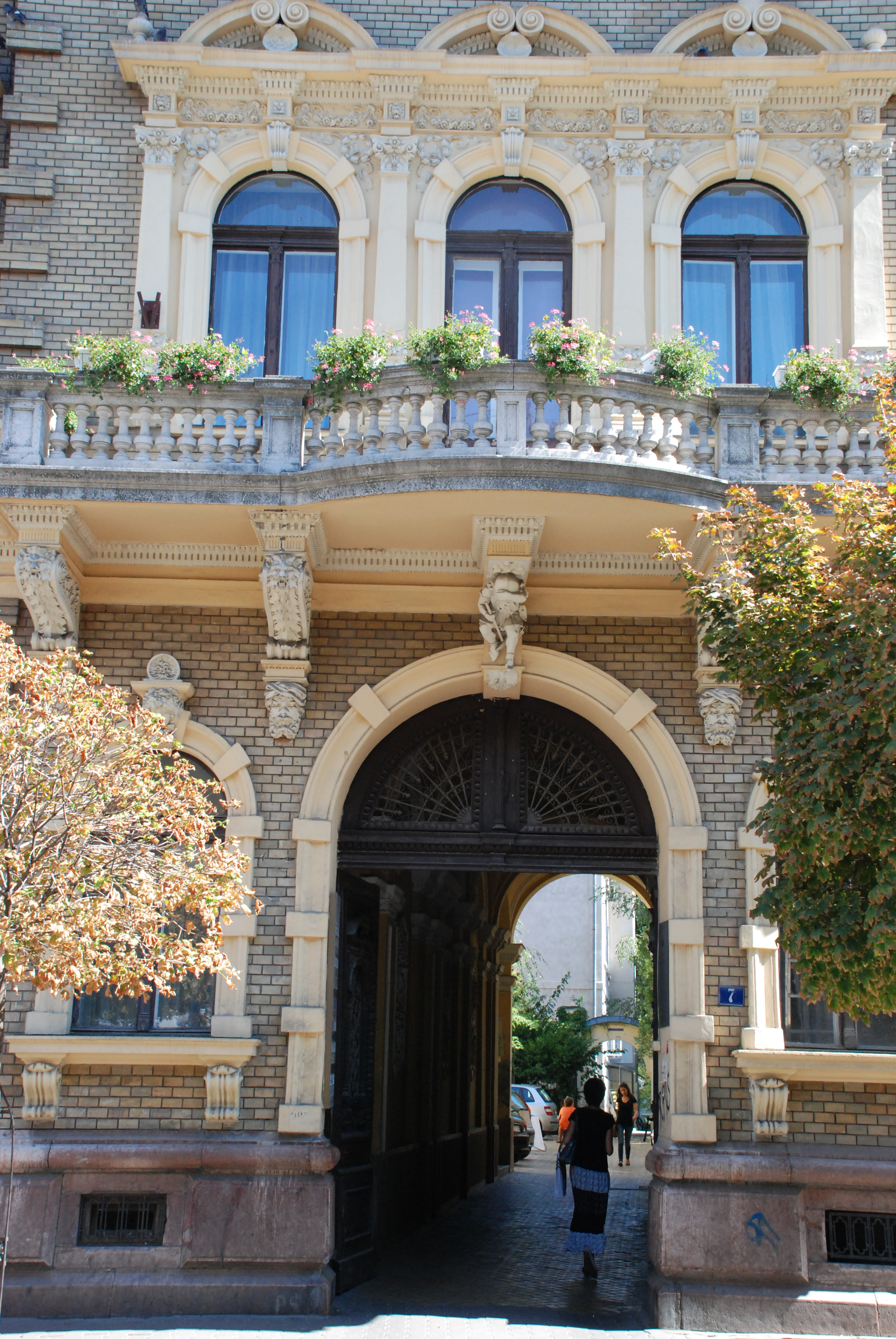
Détail de l'entrée